# دریای بالئار

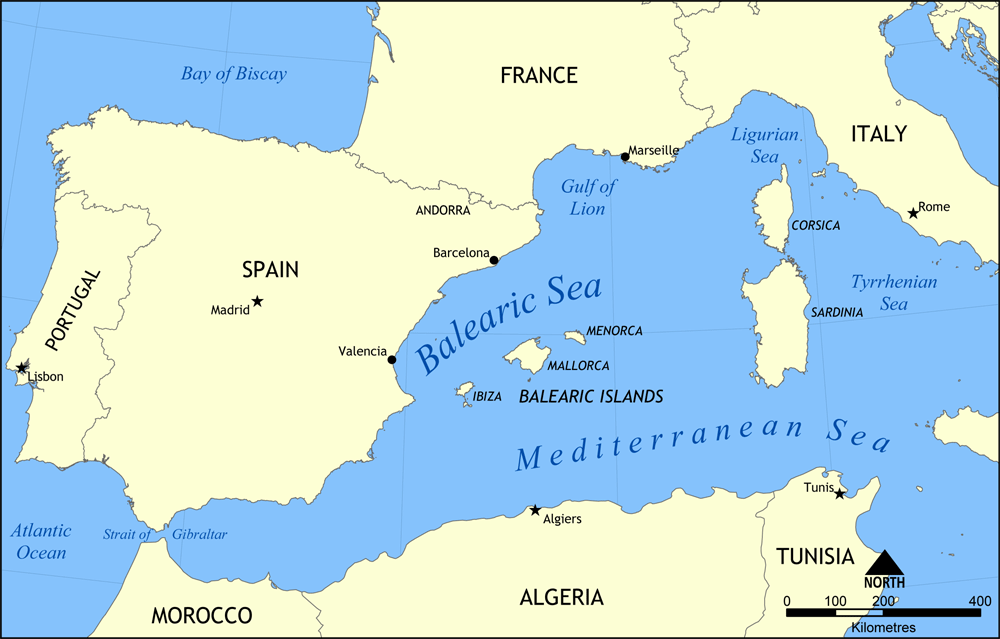
محل دریای بالئار

دریای بالئار (به اسپانیایی: Mar Balear) بخشی از آب‌های دریای مدیترانه است که بین کرانه‌های شرقی اسپانیا، جنوب سواحل فرانسه و غرب جزایر کورسیکا و ساردینیا واقع شده‌است. دریای لیگور در شمال آن قرار دارد و جزایر بالئار به‌طور کامل در این دریا واقع شده‌است. این دریا همچنین در جنوب خود به دریای مدیترانه می‌پیوندد. از مهمترین شهرهای بندری واقع در این دریا می‌توان به بارسلونا، مارسی، پالما دی مایورکا، تولون و والنسیا اشاره نمود. از نظر مسافت فاصلهٔ بین بارسلونا تا مارسی ۳۳۷ کیلومتر و از بارسلونا تا ساردینیا ۵۱۸ کیلومتر است. کشتی‌ها و قایق‌های باله‌دار محلی ارتباط بین جزایر این دریا را امکانپذیر می‌سازند.